# Psionik
Psionik (af engelsk psionics) er en foreslået disciplin i amerikansk science fiction fra 1950'erne og 1960'erne, der anvender ingeniørfagets principper (især elektronik) til undersøgelsen (og anvendelsen) af paranormale eller psykiske fænomener, så som telepati og psykokinese (telekinese).
Udtrykket er på engelsk en forbindelse dannet af psi (i betydningen "psychic phenomena" eller "psykiske fænomener") og -onics, på dansk -onik, fra electronics, på dansk elektronik. Ordet "psionics" eller "psionik" begyndte som og er altid forblevet et kunstord inden for Science fiction-samfundet og – på trods af støtte fra redaktøren John W. Campbell Jr – opnåede det aldrig generel betydning, selv blandt akademiske parapsykologer. I årene efter udtrykkets opfindelse i 1951, blev det mere og mere tydeligt, at ingen videnskabelige beviser understøtter eksistensen af "psioniske" evner. 

## Etymologi
I 1942 introducerede biologen Bertold Wiesner og psykologen Robert Thouless udtrykket "psi" (fra ψ psi, det 23. bogstav i det græske alfabet) til parapsykologien i en artikel udgivet i det videnskabelige tidsskrift British Journal of Psychology. (Dette græske tegn blev valgt, fordi det er det første bogstav i det græske ord ψυχή [psychē]—som betyder "sind" eller "sjæl".) 
Meningen var, at "psi" ville repræsentere den "ukendte faktor" i ekstrasensorisk perception og psykokinese, oplevelser, der mentes at være uforkarlige af enhver fysisk eller biologisk mekanisme. I en bog fra 1972, insisterede Thouless, at han og Wiesner havde fundet på denne betydning for udtrykket "psi" før dets brug i science fiction-kredse, og forklarede, at deres intentioner var, at skabe et mere neutralt udtryk end "ESP", der ikke skulle vække tanker om en føreksisterende mekanismeteori.
Ordet "psionik" kommer af det engelske "psiconics." "Psionics" optrådte første gang i tryk i novellen The Greatest Invention af science fiction-forfatteren Jack Williamson,udgivet i Astounding Science Fiction-bladet i 1951. Williamson afledte det af "psionen", en fiktiv "enhed for mental energi" beskrevet i samme fortælling. (Først senere skulle udtrykket blive beskrevet i ikke-fiktive artikler i Astounding med tilbagevirkende kraft som værende et portmanteau af "psykisk elektronik", af redaktøren John W. Campbell.) Det nye ord blev afledt i analogi med det tidligere udtryk radionik. ("Radionik", af engelsk "radionics", kombinerede radio med elektronik og var selv blevet fundet på i 1940'erne  til at referere til arbejdet udført af lægen og pseudovidenskabsmanden Albert Abrams fra det 20. århundrede.) Den samme analogi blev efterfølgende taget op i en række neologismer med science fiction-temaer, især bionik af engelsk bionics (bio- + electronics, fundet på i 1960) og kryonik af engelsk cryonics (cryo- + electronics, fundet på i 1967).